# MHC Udenhout
MHC Udenhout is een Nederlandse hockeyclub uit de Noord-Brabantse plaats Udenhout.
De club werd opgericht op 2 april 1982 en speelt op Sportpark Zeshoeven waar ook een voetbal- (SvSSS) en een tennisvereniging zijn gevestigd. Het eerste damesteam komt in het seizoen 2019/20 uit in de Vierde klasse van de KNHB. Het eerste herenteam is actief in de Reserve 2e klasse.